# 라치오 철도
라치오 철도(이탈리아어: Ferrovie Laziali, 줄여서 FL) 혹은 로마 교외 철도는 이탈리아 로마의 교외 지역 (라치오주)을 운행하는 통근 철도 노선망으로, 국영 철도기업인 트레니탈리아가 운영하며 총 여덟 개의 노선으로 이루어져 있다.
1호선, 2호선, 3호선은 로마의 근교를 지나는 노선들로 도시철도와 비슷한 기능을 하며 로마 지하철과 지상 교통과 환승이 유용하다. 이들 외에 4호선부터 8호선까지의 나머지 노선들은 지방 철도 노선들로 출퇴근 교통수단으로만 많이 이용되는 편이다.
라치오 철도의 모든 노선은 트레니탈리아의 지역철도로 분류되며, 역의 시간표나 도착알림판에 표시되는 라치오 철도의 열차 이름에는 'R' (Regional)이라는 알파벳이 붙는다. 각각의 노선은 라치오 철도의 줄임말인 'FL'에 번호를 붙이는 식으로 이름이 지어져 있으며, 이러한 표기법은 일부 정보란이나 역내 표지판에서만 사용된다. 다만 ATAC 소속 교통망의 지도에는 해당 표기법을 사용하고 있다.

## 노선
| 노선 | 구간                                                    | 개통일자 | 총연장 | 역수 | 운영회사     |
| ---- | ------------------------------------------------------- | -------- | ------ | ---- | ------------ |
| FL1  | 오르테 ↔ 피우미치노 아에로포르토                        | 1994     | 110 km | 26   | 트레니탈리아 |
| FL2  | 로마 티부르티나 ↔ 티볼리                                | 1994     | 40 km  | 14   | 트레니탈리아 |
| FL3  | 로마 오스티엔세 ↔ 비테르보 포르타 플로렌티나            | 1999     | 88 km  | 28   | 트레니탈리아 |
| FL4  | 로마 테르미니 ↔ 프라스카티 / 알바노 라치알레 / 벨레트리 | 1994     | 92 km  | 20   | 트레니탈리아 |
| FL5  | 로마 테르미니 ↔ 치비타베키아                            | 1994     | 77 km  | 13   | 트레니탈리아 |
| FL6  | 로마 테르미니 ↔ 카시노                                  | 1994     | 137 km | 22   | 트레니탈리아 |
| FL7  | 로마 테르미니 ↔ 민투르노-스카우리                       | 1994     | 128 km | 13   | 트레니탈리아 |
| FL8  | 로마 테르미니 ↔ 네투노                                  | 2004     | 60 km  | 13   | 트레니탈리아 |

## 운행

### 배차간격
라치오 철도의 배차간격은 구간마다 다르다. 우선 1호선의 피우미치노 공항-파라사비나 구간과 3호선의 로마 오스티엔세-체사노디로마 구간은 배차 간격이 15분이다. 그 다음 1호선의 파라사비나-포조미르테토 구간, 2호선의 로마 티부르티나-룬게차 구간, 3호선의 체사노-브라차노 구간, 5호선의 로마 테르미니-치비타베키아 구간은 30분이다. 마지막으로 1호선의 포조미르테토-오르테 구간, 2호선의 룬게차-티볼리 구간, 3호선의 브라차노-비테르보 포르타피오렌티나 구간은 배차간격이 60분에 달한다.

### 요금
로마 시내에 위치한 역 사이를 이동할 경우 그 요금은 로마 대중교통 운임체계인 '메트레부스' (Metrebus)와 통합되어 부과된다. 여행객의 경우 일반적으로 'BIT'이라 부르는 1.50유로 (100분)부터 시작하는 승차권을 이용하며 그밖의 다른 통합승차권이나 메트레부스 패스를 사서 쓸 수도 있다. 여기에 트레니탈리아에서 '아넬로' (Anello)란 승차권을 판매하는데 로마 시내 구간의 트레니탈리아 열차 전용티켓으로, 1인용 티켓이 0.90유로 (90분)부터 시작한다. 이 아넬로 티켓과 메트레부스 티켓은 로마 시내에서만 유효하다. 그 경계는 카파넬레 (4,6호선), 체사노디로마 (3호선), 피에라디로마 (1호선), 룬게차 (2호선), 로마아우렐리아 (5호선), 세테바니 (1호선), 토리콜라 (7,8호선) 역 등이다. 이들 역이 이루는 요금선을 벗어나 시외로 이동할 경우나 로마 시내를 통과하는 경우에는 일반적인 지역 마일리지 요금체계가 적용된다.

## 같이 보기
- 라치오 주의 철도역 목록
- 이탈리아의 철도
- 로마의 교통

## 참고 문헌
- Blasimme, Paolo (May–June 1968). “Il treno-metrò di Roma”. 《Italmodel Ferrovie》 (139): 4520–4525.
- Cruciani, Marcello (September 1994). “Roma per i suoi pendolari”. 《I Treni》 (152): 26–28.
- De Grisantis, G. (April 1977). “Il servizio urbano FS a Roma”. 《Italmodel Ferrovie》 (203): 234–238.